# Ilusión de la torre inclinada
La ilusión de la torre inclinada es una ilusión óptica en que se ve un par de imágenes idénticas de la Torre Inclinada de Pisa fotografiadas desde abajo. Aunque las imágenes son duplicadas, uno tiene la impresión de que la torre de la derecha se inclina más. La ilusión fue descubierta por Frederick Kingdom, Ali Yoonessi y Elena Gheorghiu en la Universidad McGill, y ganó el primer premio en el Concurso Mejor Ilusión del Año 2007.
Los autores sugieren que la ilusión ocurre debido a la forma en que el sistema visual tiene en cuenta la perspectiva. La ilusión de la torre inclinada revela que el mecanismo del cerebro para reconstruir la tercera dimensión se aplica a la imagen como un todo, en lugar de a partes separadas de ella. Si la reconstrucción se aplicara por separado a las dos imágenes de las torres de Pisa, se percibiría que se elevan en el mismo ángulo. Es como si fuera imposible ver las dos imágenes como versiones separadas, aunque idénticas, de la misma imagen.
|  |  |